# Teinture officinale
Pour les articles homonymes, voir Teinture (homonymie).
Ne doit pas être confondu avec Teinture-mère.
 (juillet 2011).
Si vous disposez d'ouvrages ou d'articles de référence ou si vous connaissez des sites web de qualité traitant du thème abordé ici, merci de compléter l'article en donnant les références utiles à sa vérifiabilité et en les liant à la section « Notes et références ».

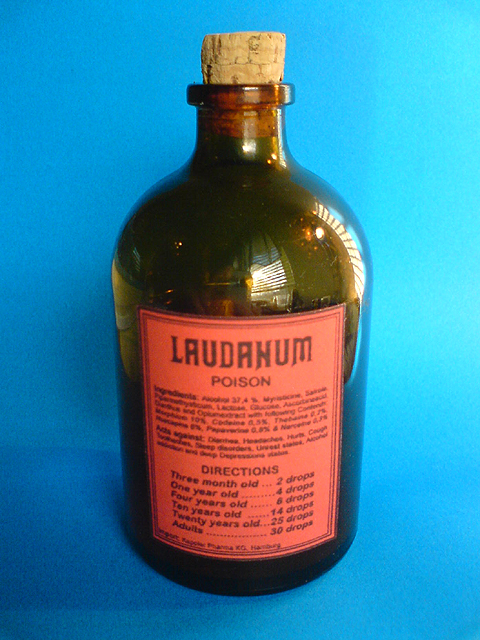
Teinture d'opium.

Une teinture officinale est une solution médicamenteuse obtenue par action prolongée de l'alcool sur des substances végétales ou animales le plus souvent desséchées. 

## Définition
On donne en pharmacie le nom de teintures alcooliques à l'alcool chargé des principes actifs d'une ou plusieurs substances médicamenteuses de nature végétale ou animale.
Ces préparations partageaient jadis avec les alcoolats les noms empiriques de baumes, d'élixirs, de gouttes, de quintessences, etc. Aujourd'hui ces dénominations sont complètement bannies des ouvrages dogmatiques, il en devrait être ainsi du mot impropre de teinture, qui, sans rien apprendre sur la composition de ces médicaments, présente une idée fausse à l'esprit. En effet, le mot teinture comporte avec lui une idée de couleur, et cependant plusieurs de ces préparations sont incolores : telles sont celles de térébenthine, de copahu, etc. Alcoolé est le seul nom qui devrait figurer dans une nomenclature méthodique, pour désigner les médicaments qui nous occupent.[non neutre][réf. nécessaire]
Les éléments des teintures sont toutes les substances de la matière médicale susceptibles de céder quelques principes à l'alcool, et ce dernier fluide.
Assez utilisée autrefois, on n'en trouve plus guère actuellement.

## Exemples
On distingue :
- teinture simple : obtenue à partir d'une seule substance médicamenteuse ;
- teinture composée : obtenue à partir de plusieurs substances médicamenteuses.

Les teintures suivantes figuraient dans le codex des officines en 1844 :

### Teintures simples
- Teinture d'acétate de fer
- Teinture d'airelle, de reis
- Teinture d'aloes
- Teinture d'arnica
- Teinture de benjoin
- Teinture de cannelle
- Teinture de colchique de Want
- Teinture d'extrait d'opium
- Teinture de guarana
- Teinture d'iode
- Teinture de lobélie enflée
- Teinture de monésia
- Teinture de musc
- Teinture de quinquina
- Teinture de seigle ergoté
- Teinture de succin
- Teinture de suie
- Teinture de Wilson

### Teintures composées
- Teinture d'absinthe composée
- Teinture d'acétique d'opium
- Teinture d'acore composée
- Teinture d'antigoutteuse de pradier[Quoi ?]
- Teinture d'antimoniale de Jacobi
- Teinture de balsamique
- Teinture de bourgeons de sapin composée
- Teinture de cannelle composée
- Teinture pour faire croître les cheveux de Landerer
- Teinture d'élatérine, de Morrus
- Teinture de gayac amoniacale
- Teinture de gayac composée
- Teinture de gentiane amoniacale
- Teinture de gentiane composée
- Teinture de Hatfield[Lequel ?]
- Teinture de houblon alcaline
- Teinture d'iodure de potassium ioduré de puche
- Teinture de Jalap composée
- Teinture de laque composée
- Teinture de Mars de Zwefler, Teinture d'acétate de fer aromatique
- Teinture des métaux

## Préparation
- Préparée à partir de la plante sèche. Chaque plante bénéficiait d'un mode de préparation particulier, par macération à froid le plus souvent, quelquefois à chaud, dans l'alcool éthylique dont le degré varie de 45 à 70°.
- Rapport d'extraction = 1:5, soit 5 grammes de teinture correspondent à 1 gramme de la drogue sèche.

## En homéopathie
En homéopathie, une teinture-mère est une teinture très concentrée utilisée pour la préparation des dilutions. Une goutte de teinture-mère du médicament à préparer et 99 gouttes de solvant (alcool ou eau) sont mélangées.